# Парламентські вибори у Ліхтенштейні 1939

Парламентські вибори в Ліхтенштейні проходили 4 квітня 1939.

## Результати
| Партія                          | Голосів | % | Місць | +/– |
| ------------------------------- | ------- | - | ----- | --- |
| Прогресивна громадянська партія |         |   | 8     |     |
| Патріотичний союз               |         |   | 7     |     |
| Недійсних/порожніх бюлетенів    |         |   | —     | —   |
| Всього                          |         |   | 15    | 0   |
| Зареєстрованих виборців/Явка, % |         |   | –     | –   |
| Джерело: Nohlen & Stöver        |         |   |       |     |